# Герб Токарёвского района
Герб муниципального образования Токарёвский район Тамбовской области Российской Федерации.
Герб района утверждён решением Токарёвского районного Совета народных депутатов от 15 сентября 2011 года № 207.
Герб внесён в Государственный геральдический регистр Российской Федерации под регистрационным номером 7215.

## Описание герба
«В лазоревом поле на зелёной оконечности, обременённой тремя серебряными, с золотой ботвой, свёклами в ряд — серебряная мельница о четырёх косвенно расположенных крыльях; позади мельницы — выходящий из-за оконечности золотой цветок подсолнуха».
Герб Токарёвского района в соответствии со статьей 4 Закона Тамбовской области от 27 марта 2003 г. N 108-З «О гербе Тамбовской области» может воспроизводится с вольной частью — четырехугольником, примыкающим к верхнему правому углу герба Токаревского района с воспроизведенными в нем фигурами из герба Тамбовской области..
Герб Токарёвского района в соответствии с «Методическими рекомендациями по разработке и использованию официальных символов муниципальных образований», утверждёнными Геральдическим советом при Президенте Российской Федерации 28.06.2006 (гл. VIII, п. 45), может воспроизводиться со статусной короной установленного образца.

## Обоснование символики
Символика герба Токарёвского района подчеркивает его сельскохозяйственную направленность. В районе выращивают сахарную свёклу, подсолнечник, гречиху, пшеницу, просо, кукурузу, ячмень.
А для того чтобы из зерна сделать муку необходимы мельницы. Мельница в гербе Токарёвского района — символизирует одно из передовых предприятий района «Токаревский комбинат хлебопродуктов».
Свекла и подсолнечник — символ нелегкого труда тружеников полей Токарёвского района. Кроме того, цветок подсолнечника является прообразом солнца на земле, поскольку всегда поворачивается лицом к светилу, как бы сопровождает его, вбирая в себя солнечное тепло и отдавая потом его людям через свои зерна.
Лазурь — символ возвышенных устремлений, искренности, преданности, возрождения.
Зелёный цвет символизирует природу, весну, здоровье, молодость и надежду.
Серебро — символ чистоты, совершенства, божественной мудрости, благородства, мира.
Золото — символ прочности, богатства, величия, интеллекта и прозрения.
Герб района разработан при содействии Союза геральдистов России.
Авторская группа создания герба: идея герба: Виктор Айдаров, Сергей Киселев (оба — п. Токаревка); геральдическая доработка — Константин Моченов (Химки), Сергей Янов (п. Малаховка); художник и компьютерный дизайн — Ирина Соколова (Москва); обоснование символики — Кирилл Переходенко (Конаково), Вячеслав Мишин (Химки).